# Perizoma particulata
Perizoma particulata är en fjärilsart som beskrevs av Max Joseph Bastelberger 1911. Perizoma particulata ingår i släktet Perizoma och familjen mätare. Inga underarter finns listade i Catalogue of Life.